# Invarianter Schätzer
Ein invarianter Schätzer ist ein spezieller Punktschätzer in der Schätztheorie, einem Teilgebiet der mathematischen Statistik. Invariante Schätzer zeichnen sich dadurch aus, dass sich ihr Schätzwert nicht verändert, wenn man die Daten auf gewisse Weise transformiert. Häufig verwendete Transformationen sind beispielsweise Skalierungen oder Verschiebungen.
Anwendung finden invariante Schätzer beispielsweise bei der Untersuchung der Struktur von äquivarianten Schätzern.

## Definition
Gegeben sei {\displaystyle {\mathcal {Q}}}, eine Menge von messbaren Funktionen von {\displaystyle (X,{\mathcal {A}})} nach {\displaystyle (X,{\mathcal {A}})}, die eine Gruppe bezüglich der Verkettung von Funktionen {\displaystyle \circ } bildet.
Dann heißt eine messbare Funktion
{\displaystyle d:(X,{\mathcal {A}})\to (\mathbb {R} ,{\mathcal {B}}(\mathbb {R} ))}
ein invarianter Schätzer (bezüglich {\displaystyle {\mathcal {Q}}}), wenn für alle {\displaystyle q\in {\mathcal {Q}}} gilt:
{\displaystyle d(q(x))=d(x)}

## Beispiele
Es sei jeweils {\displaystyle (X,{\mathcal {A}})=(\mathbb {R} ^{n},{\mathcal {B}}(\mathbb {R} ^{n}))}.

### Translationsinvariante Schätzer
Wählt man als Gruppe die Translationen um {\displaystyle \vartheta } entlang dem Einsvektor {\displaystyle \mathbf {1} }, also
{\displaystyle T_{\vartheta }(x)=x-\vartheta \cdot \mathbf {1} {\text{ und }}{\mathcal {Q}}=\{T_{\vartheta }\,|\,\vartheta \in \mathbb {R} \}},
so ist ein Schätzer genau dann translationsinvariant, wenn
{\displaystyle d(x-\vartheta \cdot \mathbf {1} )=d(x){\text{ für alle }}\vartheta \in \mathbb {R} }
ist. Translationsinvarianz ist beispielsweise eine Forderung, die man von Varianzschätzern verlangt, da die Varianz als Streuungsmaß nicht von Verschiebungen abhängig sein sollte.

### Skalierungsinvariante Schätzer
Wählt man als Gruppe die Skalierungen, also
{\displaystyle S_{\vartheta }(x)=\vartheta \cdot x{\text{ und }}{\mathcal {Q}}=\{S_{\vartheta }\,|\,\vartheta \in \mathbb {R} \setminus \{0\}\}}
so ist ein Schätzer skalierungsinvariant, wenn
{\displaystyle d(\vartheta \cdot x)=d(x){\text{ für alle }}\vartheta \in \mathbb {R} \setminus \{0\}}
ist.

## Weiterführende Begriffe

### Maximalinvariante Schätzer
Eine Verschärfung von invarianten Schätzern sind maximalinvariante Schätzer.
Ein Schätzer {\displaystyle d} heißt maximalinvariant, wenn er invariant ist, und für je zwei {\displaystyle x,y\in X} gilt, dass genau dann
{\displaystyle d(x)=d(y)}
gilt, wenn es ein {\displaystyle q\in {\mathcal {Q}}} gibt, so dass
{\displaystyle q(x)=y}
ist.
Bei maximalinvarianten Schätzern liegen alle Argumente, die denselben Funktionswert annehmen, also auf einer Bahn der Gruppe {\displaystyle {\mathcal {Q}}}. Maximalinvariante Schätzer finden sich beispielsweise bei der Definition von Pitman-Schätzern.

### P-fast invariante Schätzer
Gegeben sei eine Menge von Wahrscheinlichkeitsmaßen {\displaystyle {\mathcal {P}}} und sei {\displaystyle {\mathcal {N}}_{\mathcal {P}}} die Menge aller {\displaystyle {\mathcal {P}}}-Nullmengen. Dann heißt {\displaystyle d} ein {\displaystyle {\mathcal {P}}}-fast invarianter Schätzer, wenn für alle {\displaystyle q\in {\mathcal {Q}}} ein {\displaystyle N\in {\mathcal {N}}_{\mathcal {P}}} existiert, so dass
{\displaystyle d(q(x))=d(x){\text{ für alle }}x\in X\setminus N}.
{\displaystyle {\mathcal {P}}}-fast invariante Schätzer erlauben also eine Verletzung der Invarianzeigenschaft auf einer Nullmenge.